# Jennifer Warren
Jennifer Warren (Greenwich Village, 12 de agosto de 1941) es una directora de cine y actriz estadounidense. Inició su carrera como actriz en el teatro de Broadway, realizando su debut en 1972. Como directora trabajó en varias ocasiones en asociación con el actor neerlandés Rutger Hauer, quien protagonizó dos de sus películas, The Beans of Egypt, Maine y Partners in Crime.

## Filmografía destacada

### Cine
- Sam's Song (1969)
- Night Moves (1975)
- Slap Shot (1977)[3]
- Another Man, Another Chance (1977)
- Ice Castles (1978)
- Mutant (1984)
- Fatal Beauty (1987)